# Michael Patrick King
Michael Patrick King (* 14. September 1954 in Scranton, Pennsylvania) ist ein US-amerikanischer Drehbuchautor, Fernsehproduzent und -regisseur.

## Leben
Bekannt geworden ist er als Produzent, Drehbuchautor sowie gelegentlicher Regisseur der Fernsehserie Sex and the City.
Für seine Arbeit wurde er mit zwei Emmys ausgezeichnet und mehrmals für diesen Preis nominiert. 2008 kam sein erster Kinofilm, für den er als Regisseur tätig war (der Kinofilm zur Serie Sex And The City), in die Kinos. King führte auch bei dessen Fortsetzung Sex and the City 2 Regie. Mit Whitney Cummings ist er außerdem der Schöpfer der US-amerikanischen Comedyserie 2 Broke Girls (2011–2017), bei der er auch vereinzelt Regie führte und Drehbücher schrieb. 
2020 wurde die von ihm und RuPaul entwickelte Serie AJ and the Queen ausgestrahlt. Seit 2021 wird die von maßgeblich konzipierte Serie And Just Like That … ausgestrahlt, die Sex and the City fortsetzt.
King lebt offen homosexuell.